# Liste der Biografien/Niq
Liste der Biografien |
Portal Biografien |
Personensuche
# |
A |
B |
C |
D |
E |
F |
G |
H |
I |
J |
K |
L |
M |
N |
O |
P |
Q |
R |
S |
T |
U |
V |
W |
X |
Y |
Z |
?
 
Na |
Nb |
Nc |
Nd |
Ne |
Nf |
Ng |
Nh |
Ni |
Nj |
Nk |
Nl |
Nm |
Nn |
No |
Nr |
Ns |
Nt |
Nu |
Nv |
Nw |
Nx |
Ny |
Nz
 
Nia |
Nib |
Nic |
Nid |
Nie |
Nif |
Nig |
Nih |
Nii |
Nij |
Nik |
Nil |
Nim |
Nin |
Nio |
Nip |
Niq |
Nir |
Nis |
Nit |
Niu |
Niv |
Niw |
Nix |
Niy |
Niz
Die Liste der Biografien führt alle Personen auf, die in der deutschsprachigen Wikipedia einen Artikel haben. Dieses ist eine Teilliste mit 13 Einträgen von Personen, deren Namen mit den Buchstaben „Niq“ beginnt.

## Niq

### Niqm
- Niqmaddu II. († 1315 v. Chr.), König von Ugarit
- Niqmaddu III., König von Ugarit
- Niqmepa, Herrscher von Alalach
- Niqmepa, König von Ugarit

### Niqu
- Nique, Otto (* 1920), deutscher NDPD-Funktionär
- Nique, Ramona (* 1961), deutsche Politikerin (SED)
- Niquet, Bernd (* 1956), deutscher Journalist, Börsenkolumnist, Schriftsteller
- Niquet, Franz (1910–1986), deutscher Prähistoriker
- Niquet, Hervé (* 1957), französischer Dirigent und Cembalist
- Niquille, Armand (1912–1996), Schweizer Maler
- Niquille, Jeanne (1894–1970), Schweizer Archivarin
- Niquille, Martha (* 1954), Schweizer Juristin
- Niquille, Nicole (* 1956), Schweizer BergführerinNicole Niquille (* 1956)

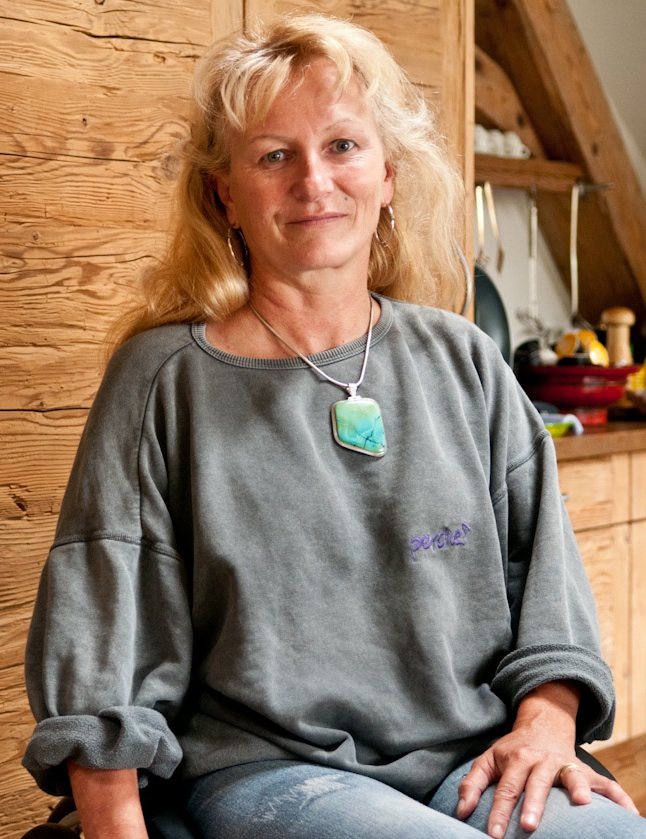
Nicole Niquille (* 1956)